# Histona metiltransferasa
Les histones metiltransferases (HMT) són enzims, tant del tipus histona-lisina N-metiltransferasa (KMT) com del tipus histona-arginina N-metiltransferasa, que presenten la capacitat de transferir d'un a tres grups metil des del cofactor S-Adenosil metionina als residus de lisina i arginina de les histones, generant així residus de mono-, di- o trimetil-lisina, o bé residus de mono- o dimetil-arginina. Aquestes proteïnes solen contenir un domini SET (de les seves sigles en anglès "Su(var)3-9, Enhancer of Zeste, Trithorax"), encara que s'ha descrit algun cas com l'enzim HMT Dot1 que no presenta aquest domini.
La metilació d'histones té un paper fonamental en la regulació gènica epigenètica. Les histones metilades són capaces d'unir-se amb major afinitat a l'ADN, impedint així l'accés de la maquinària transcripcional i, per tant, la transcripció dels gens situats a la regió regulada.